# Viktoria Mullova
Viktoria Mullova (en russe : Виктория Юрьевна Муллова, Viktoria Iourievna Moullova), née le 27 novembre 1959 à Joukovski près de Moscou, est une violoniste russe, naturalisée autrichienne.

## Biographie
Viktoria Mullova commence le violon à quatre ans et demi et travaille d'abord avec Boris Levin à l'École centrale de musique de Moscou, puis avec Volodar Bronin, ancien élève de David Oïstrakh, de 1969 à 1978 ; Leonid Kogan devient ensuite son professeur au Conservatoire Tchaïkovski. Travailleuse acharnée, elle déclarera souvent ne pas avoir eu de jeunesse.
À seize ans, elle remporte le premier prix au Concours Wieniawski à Poznań, puis un premier prix au Concours Sibelius à Helsinski en 1981, suivi d'une médaille d'or au Concours Tchaïkovski en 1982, prix partagé avec Sergei Stadler. En 1988, elle est également lauréate du prix de l'Accademia musicale Chigiana de Sienne.
En 1983, lors d'une tournée en Finlande, elle émigre aux États-Unis.
En 1994, elle fonde l'Ensemble de chambre Mullova pour jouer Bach notamment.
Elle joue principalement deux violons : un de Guadagnini 1750 et un Stradivarius, le « Jules Falk » de 1723, cordé en boyaux pour le répertoire baroque (par exemple Vivaldi ou Bach) avec également un archet baroque (un Dodd et un Voirin) « puisqu'il modifie la qualité du son de manière nettement plus dramatique que tout le reste », affirme l'interprète.
Elle est mariée au violoncelliste Matthew Barley et vit à Londres. Elle a trois enfants : Misha, issu de la relation avec Claudio Abbado ; Katia, fruit de la relation avec le violoniste Alan Brind et Nadia, issue du mariage avec Barley,.

## Discographie
Viktoria Mullova a enregistré d'abord pour Philips à partir de 1986, puis Onyx Classics à partir de 2004.
Musique de chambre
- Bach, Sonates et partitas (Philips)

prix ECHO Klassik 1995
- Brahms, Trios avec piano no 1, op. 8 ; Beethoven, Trio « à l'archiduc », op. 97 - André Previn, piano ; Viktoria Mullova, violon et Heinrich Schiff, violoncelle (1995, Philips Classics 442 123-2)

Diapason d'or
Concertos
- Sibelius et Tchaïkovski, Concertos pour violon - Viktoria Mullova, violon ; Orchestre symphonique de Boston, dir. Seiji Ozawa (17-19 octobre 1985, Philips 416 821-2 / 478 4812)[6]

grand prix du disque 1987 de l'Académie Charles Cros.
- Mendelssohn, Concerto pour violon no 2 (Philips)
- Bach, Concertos pour violon (Philips)
- Brahms, Concerto pour violon (Philips) Prix de la prix Deutsche Schallplattenkritik et de la Record Academy du Japon
- Mozart, Concertos pour violon (Philips)[8]
- Beethoven, Concerto pour violon [cadences d'Ottavio Dantone] ; Mendelssohn, Concerto pour violon no 2 - Viktoria Mullova, violon ; Orchestre Révolutionnaire et Romantique, dir. John Eliot Gardiner (2002, Philips 473 872-2)[9]
- Vivaldi, Concertos pour violon, RV 187, 208, 277, 324 et 580 - Viktoria Mullova, violon de Stradivarius « Jules Falk » ; Il Giardino Armonico, dir. Giovanni Antonini (6-9 juin 2004, Onyx 4001)[10]
- Prokofiev, Concerto pour violon no 2 ; Sonate pour deux violons, op. 56* ; Sonate pour violon seul, op. 115 - Viktoria Mullova, violon ; Tedi Papavrami, violon II* ; Orchestre symphonique de la radio de Francfort, dir. Paavo Järvi (2015, SACD Onyx)